# 대구하이텍고등학교
대구하이텍고등학교는 대한민국 대구광역시 달서구 상인동에 있는 공립 고등학교이다.

## 학교 연혁
- 1991년 3월 11일 : 대구달서공업고등학교 설립인가(13학급) (기계과 4학급, 전기과 2학급, 전자과 3학급, 건축과 2학급, 자동차과 2학급 계 13학급)
- 1992년 3월 1일 : 초대 김교경 교장 취임
- 1992년 3월 6일 : 1992학년도 신입생 입학식(681명)
- 1995년 2월 14일 : 제1회 졸업식(619명)
- 2011년 1월 11일 : 특성화학과 지정(건축인테리어과, 자동차테크과)
- 2011년 3월 1일 : 대구광역시교육청 지정 직업교육 연구학교 운영
- 2012년 3월 1일 : 학과명칭 변경(특성화학과 지정) (디지털자동차과→자동차테크과, 건축디자인과→건축인테리어과)
- 2013년 3월 1일 : 특성화학과 지정으로 인한 학과 명칭 변경 (컴퓨터응용기계과→제어가공기계과, 전기자동화과→전기시스템제어과, 정보전자과→전자제어설계과)
- 2018년 3월 1일 : 학과 개편(기계자동차과 폐지 → 금형제작과 신설)
- 2021년 9월 1일 : 제11대 김창호 교장 취임
- 2022년 1월 5일 : 제28회 졸업식(졸업생 182명)
- 2023년 3월 1일 : 교명변경{달서공업고등학교(남학교) → 대구하이텍고등학교(남여공학)}

## 설치 학과
- 스마트메카닉스과
- 인테리어건축과
- 스마트테크과
- IT전자과

## 참고 자료
- 대구하이텍고등학교 - 한국교육학술정보원 학교알리미